# Pelador de suro
L'ofici de pelador de suro consisteix a pelar les alzines sureres. Primer es fa un tall circular amb la destral al tronc, després tallen una part del suro i amb el mànec de la destral es treu el suro. Els peladors eren homes de bosc, gent que, a part de la pela del suro a l'estiu, passaven llargues temporades en els espais forestals explotant els diferents recursos que en el bosc facilitava llenya, resina, pinyes…